# Carmen Conde
Carmen Conde (Cartagena, 15 agosto 1907 – Madrid, 8 gennaio 1996) è stata una poetessa spagnola, una delle donne della Generazione del '27.

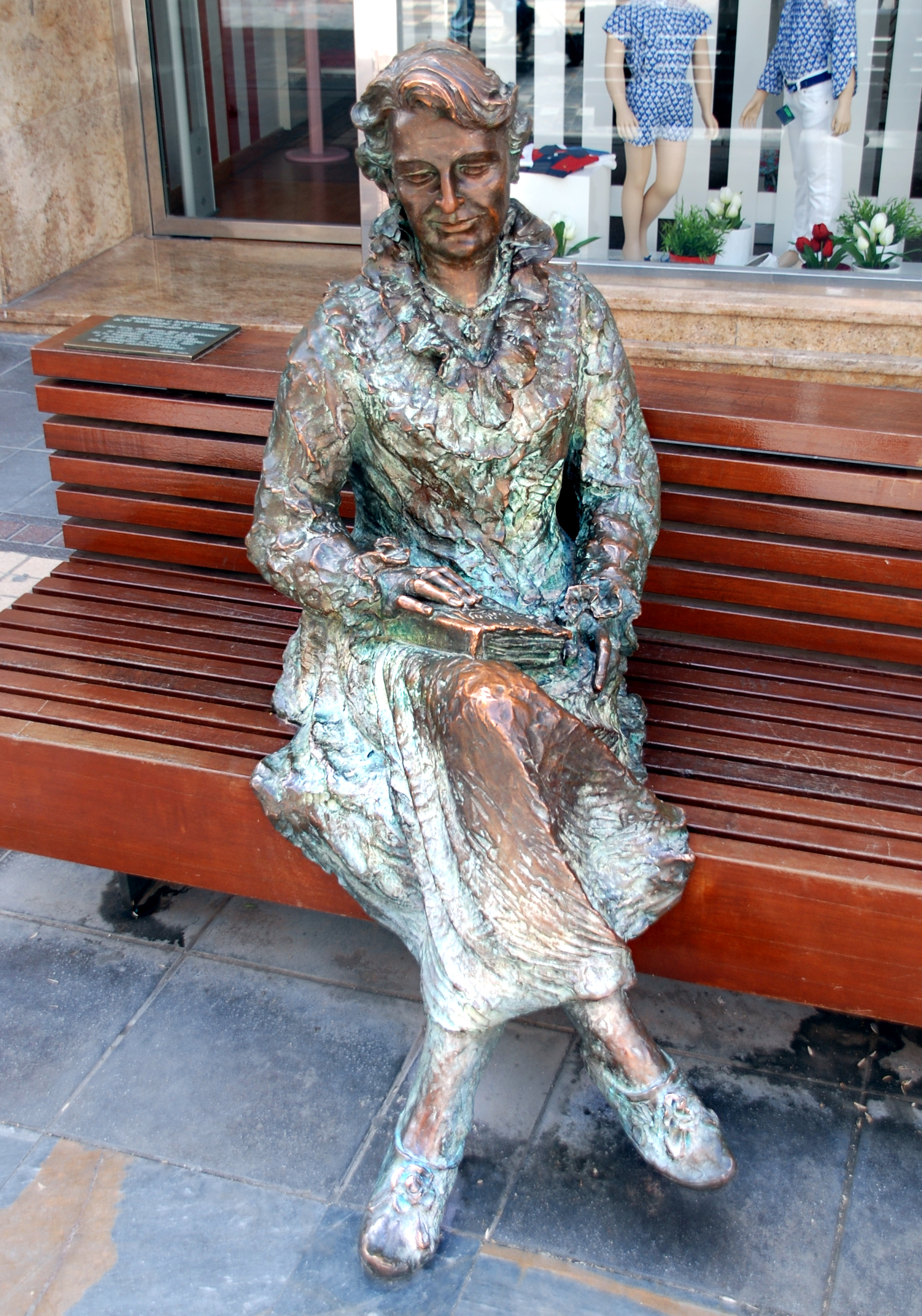

È stata la prima donna ad essere eletta nella Real Academia Española (1979).

## Biografia

### Formazione
Carmen Conde nasce il 15 agosto del 1907 a Cartagena. All'età di 6 anni con i genitori Luis Conde Parreño e María Paz Abellán García si trasferisce a Melilla, dove risiederà dal 1914 al 1920. Le memorie di questo periodo sono raccolte in Empezando la vida. Memorias de una infancia en Marruecos (1914-1920). Nel 1923, per aiutare economicamente la famiglia, trova lavoro presso la Società Spagnola di Costruzione Navale, e un anno dopo comincia la sua collaborazione con la stampa locale. A 19 anni inizia le magistrali presso la Scuola Normale di Murcia.
Nel 1928 scrive Ley: entregas de capricho e Obra en Marcha: diario poético, entrambe pubblicate da Juan Ramón Jiménez. Nel 1929 esce la sua quarta opera, Brocal. Nel dicembre 1931 si sposa con Antonio Oliver, con il quale fonderà la prima Università Popolare di Cartagena nell'intento di promuovere l'alfabetizzazione della popolazione, la protezione dell'infanzia e l'educazione delle donne. L'Università popolare, dal 1933 sede del Consiglio delle missioni pedagogiche della Provincia di Murcia, sarà dotata di una biblioteca per adulti e di una per bambini, di un cinema e di spazi dedicati a conferenze e mostre d'arte. Nel 1933 Conde e Oliver pubblicano la rivista Presencia, organo dell'università popolare. In questo periodo Carmen conosce la poetessa cilena Gabriela Mistral e lavora come maestra presso la Escuela Nacional de Párvulos di El Retén.
Nel 1934 pubblica Júbilos, con l'introduzione di Gabriela Mistral e le illustrazioni di Norah Borges. Lavora come ispettrice presso l'orfanotrofio di El Pardo, fino al 1935, quando si dimette. Lo stesso anno Conde e Oliver collaborano con alcuni periodici nazionali, come ad esempio El Sol, e riviste ispanoamericane.

### La Guerra Civile
Nel 1936 la scrittrice conosce Amanda Junquera, moglie del docente di storia spagnola Cayetano Alcázar Molina, con la quale avrà una relazione sentimentale. Josè Luis V. Ferris scrive in Carmen Conde: Vida, Pasión y Verso de una Escritora Olvidada che la vita e la poesia dell'autrice «si vedono definite da questa battaglia interiore che Carmen dovette affrontare fino alla fine dei suoi giorni, una lotta intima, forse segreta, fra le ombre del passato e il presente assieme a Amanda Junquera».
Con lo scoppio della Guerra Civile, il marito di Carmen si unisce all'esercito repubblicano. Carmen Conde lo segue per diverse città dell'Andalusia, ma successivamente torna a Cartagena per prendersi cura della madre. Durante il 1936 la coppia viaggerà in Francia e nei Paesi Bassi per studiare le istituzioni di cultura popolare di quei paesi; l'anno successivo la scrittrice tiene dei corsi alla Facoltà di Lettere di Valencia.
Con la fine della Guerra civile, Oliver si stabilisce prima a Guadix e poi a Jaén, Carmen Conde nel Monastero dell'Escorial, sotto la protezione della famiglia Alcázar. Per comunicare con il marito si avvale dell'amico José Ballester Nicolas, direttore de La Verdad.

### Il Franchismo e il Secondo Dopoguerra
Gli anni Quaranta rappresentano un periodo particolarmente produttivo sia per Conde che per il marito, anche se rimangono divisi: impartiscono lezioni di lingua per gli stranieri, partecipano a conferenze, e Carmen continua a scrivere utilizzando spesso diversi pseudonimi, tra cui Magdalena Noguera e Florentina del Mar. Nel 1941 la scrittrice si stabilisce in via Wellingtonia a Madrid, in un immobile di proprietà di Vicente Aleixandre, residente al piano terra. Dal 1944 al 1951 collabora con Radio Nacional de España.
I due coniugi si riuniscono nel 1945 a Madrid con la madre di Conde, fino al 1949, quando si trasferiranno nel domicilio di Calle Ferraz. Carmen si fa carico della consulenza editoriale della casa editrice Alhambra, collabora nella sezione bibliografica del CSIC (Consejo Superior de Investigaciones Científicas) e nella sezione delle Pubblicazioni dell'Università Centrale di Madrid. In questi anni pubblica alcune delle sue opere più famose: Ansia de la Gracia, Mujer sin Edén e Mientras los hombres mueren, opera che secondo le parole dell'autrice "canta le province desolate del dolore", ma che esprime anche "la sua ribellione e il suo spirito di lotta di fronte all'ingiusto destino degli innocenti."
Nel 1956 Conde e Oliver gestiscono l'archivio del poeta nicaraguense Rubén Darío, di proprietà della sua ultima compagna Francisca Sánchez. Il 28 luglio del 1968 muore Antonio Oliver e, tre anni dopo, Conde ne promuove l'edizione dell'opera completa. Nel 1978 viene eletta nella Real Academia, occupando la poltrona "k" (l'altra candidata era Rosa Chacel). Il discorso d'ingresso all'accademia pronunciato nel gennaio del 1979 si intitola Poesía ante el tiempo y la inmortalidad.

### Gli ultimi anni
A partire dal 1982 iniziano a manifestarsi i primi sintomi di Alzheimer. Nonostante la sua malattia, la poetessa continua a concedere interviste, a partecipare alle trasmissioni Radio, e in generale a frequentare gli ambienti pubblici. Nel 1987 riceve il Premio Nacional de Literatura Infantil y Juvenil per il suo Canciones de nana y desvelo. Il lavoro di Carmen nell'ambito della letteratura infantile è particolarmente rilevante: si fa promotrice della produzione per l'infanzia e propone opere teatrali per bambini in TV, in radio (come RTVE) e nelle riviste da lei redatte.
Negli ultimi anni della sua vita, fra il 1992 e il 1996, vive in una residenza a Majadahonda (Madrid). Nel settembre del 1992 scrive il suo testamento, donando la sua intera opera e quella del marito a Cartagena, la sua amata città natale. Nel 1995 verrà fondato l'archivio e il museo Carmen Conde-Antonio Oliver.
Dopo la sua morte, la sua cattedra alla Real Academia Española verrà occupata nel '98 da Ana María Matute.

## Opere
- Brocal (poemas en prosa), M., La Lectura, 1929.
- Júbilos. Poemas de niños, rosas, animales y vientos, Murcia, La Verdad, 1934 (Prologo di Gabriela Mistral "Carmen Conde, contadora de la infancia").Illustrato dall'argentina Norah Borges.
- El Arcángel (1939)
- Sostenido ensueño (1938)
- Mío (1941)
- Pasión del verbo, M., Gráficas Marsiega, 1944.
- Vidas contra su espejo (1944)
- Ansia de la gracia, M., Col. Adonais, 1945.
- Honda memoria de mí, M., La Gráfica Comercial, 1946.
- Mi fin en el viento, M., Col. Adonais, 1947.
- Mujer sin edén, M., 1947.
- Sea la luz, M., Mensaje, 1947.
- En manos del silencio (1950).
- Iluminada tierra, M., Edizione dell'autrice, 1951.
- Empezando la vida (1951).
- Mientras los hombres mueren (Poemas en prosa), Milán, Cisalpino, 1952.
- Vivientes de los siglos, M., Los Poetas, 1954.
- Los monólogos de la hija, M., CSIC, 1959.
- Derribado arcángel, M., Revista de Occidente, 1960.
- En un mundo de fugitivos, Bs. As., Losada, 1960.
- Dos poemas, Murcia, Tirada aparte de ‘Monteagudo’, 1962.
- En la tierra de nadie, Murcia, El laurel del sureste, 1962.
- Los poemas del Mar Menor, Murcia, Universidad de Murcia, 1962.
- Su voz le doy a la noche, M., La Gráfica Comercial, 1962.
- Jaguar puro inmarchito, M., Edición de la autora, 1963.
- Obra poética (1929-1966), M., Biblioteca Nueva, 1967. (Comprende i libri inediti Devorante arcilla, Enajenado mirar y Humanas escrituras. Premio Nacional de Literatura).
- A este lado de la eternidad, M., Biblioteca Nueva, 1970.
- Cancionero de la enamorada, Ávila, El toro de granito, 1971.
- Corrosión, M., Biblioteca Nueva, 1975.
- Cita con la vida, M., Biblioteca Nueva, 1976.
- Días por la tierra (1977)
- El tiempo es un río lentísimo de fuego, B., Edic. 29 (Libros Río Nuevo), 1978.
- Al encuentro de Santa Teresa (1979)
- Obra poética (1979)
- La noche oscura del tiempo (1980)
- Noche oscura del cuerpo (1980)
- Brocal y poemas a María (1984)
- Del obligado dolor (1984)
- Antología poética (1985)
- Por el camino viendo las estrellas (1985).
- Cráter (1985)
- Soy la madre (1986)
- Memoria puesta en olvido (antología personal) (1987)
- Palabra tuya..., una. Ansia de la gracia (1988)
- Júbilos (1990)
- Canciones de nana y desvelo (1991)
- Nada más que Caín (1995)
- Creció espesa la yerba (1996)
- Humanas escrituras (1945-1966)

## Altre Opere

### Teatro infantile e giovanile
- Aladino: teatro para niños, in due atti, presentato al Teatro Español, de Madrid, dal Teatro Nacional Lope de Rueda, il giorno 11 novembre 1943, firmato da Florentina del Mar, Madrid, Hesperia, 1944.
- El molino que no obedecía al viento, firmato da Florentina del Mar, La Estafeta Literaria, n°1, Madrid, 5 marzo 1944.
- El sueño encerrado, firmato da Florentina del Mar, La Estafeta Literaria, n°3, Madrid, 15 aprile 1944.
- Conflicto entre el sol y la luna, firmato da Florentina del Mar, La Estafeta Literaria, n°11, Madrid, 25 agosto 1944.
- La madre de los vientos, firmato da Florentina del Mar, La Estafeta Literaria, n°12, Madrid, 10 settembre 1944.
- Ángeles en vacaciones, firmato da Florentina del Mar, La Estafeta Literaria, n°13, Madrid, 25 settembre 1944.
- Rafael El Valeroso: (aventura de misterio en un acto), originale di Florentina del Mar, figurines y boceto de escenario de José Francisco Aguirre, La Estafeta Literaria, n°15, Madrid, 1 novembre 1944.
- Currito y un eclipse, firmato da Florentina del Mar, La Estafeta Literaria, n°17, Madrid, 1 dicembre 1944.
- Vino el Arcángel, firmato da Florentina del Mar, La Estafeta Literaria, n°18, Madrid, 15 dicembre 1944.
- La conquista de Acoma: (obra en cuatro cuadros), firmato da Florentina del Mar, figurines y escenario de Gabriel, La Estafeta Literaria, n°22, Madrid, 28 febbraio 1945.
- El Rey de Bastos y las tres hijas del Rey de Copas, firmato da Florentina del Mar, La Estafeta Literaria, n°25, Madrid, 25 aprile 1945.
- Tres con un burro: (boceto teatral), firmato da Florentina del Mar, La Estafeta Literaria, n°34, Madrid, 25 settembre 1945.
- Belén: (Auto de Navidad) en dos actos, Matilde Salvador si occupa della musica, delle canzoni e dell'orchestra, il. di Molina Sánchez, Madrid, ENAG, 1953.
- CONDE, Carmen-OLIVER BELMÁS, Antonio, A la estrella por la cometa, il. de José Antonio Molina Sánchez, musica di Matilde Salvador e di Rafael Rodríguez-Albert, Madrid, Doncel, 1961 (La ballena alegre).
- Belén: (auto de Navidad), il., Sánchez Muñoz, Madrid, Escuela Española, 1979 (Colección infantil y juvenil).
- El Conde Sol, il. de Viví Escrivá, Madrid, Escuela Española, 1979 (Colección infantil y juvenil).
- Una niña oye una voz, Madrid, Escuela Española, 1979 (Colección infantil y juvenil).
- El Rey de Bastos y las tres hijas del Rey de Copas, en Una niña oye una voz.
- El lago y la corza, il. di Viví Escrivá, Madrid, Escuela Española, 1980 (Colección infantil y juvenil).
- El monje y el pajarillo, il., Ulises Wensell, Madrid, Escuela Española, 1980 (Colección infantil y juvenil).
- Llega el Niño... (Estampa del Nacimiento), in Cuentos para niños de buena fe, il., Marisa Salmeán, Madrid, Escuela Española, 1981.
- Belén: (Auto de Navidad), il., Sánchez Muñoz, Madrid, Escuela Española, 3ª ed., 1983 (Colección infantil y juvenil).
- El Conde Sol, il. de Viví Escrivá, Madrid, Escuela Española, 2ª ed., 1983 (Colección infantil y juvenil).
- El lago y la corza, il. de Viví Escrivá, Madrid, Escuela Española, 2ª ed., 1983 (Colección infantil y juvenil).
- Una niña oye una voz, Madrid, Escuela Española, 2ª ed., 1984 (Colección infantil y juvenil).
- Belén, in Carmen Conde: antología infantil y juvenil.

### Teatro per adulti
- A los acordes de la pavana, Lecturas, núm. 54, Barcelona, novembre del 1925.
- Cuando las rosas mueren: (boceto de comedia en un acto), Lecturas, año 6, núm. 58, Barcelona, marzo del 1926.
- Decir de la tierra: del Auto civil "Oíd a la vida", Radio Murcia: rivista quindicennale illustrata di diffusione radio organo dell'emittente EAJ-17, 2ª epoca, n°12, Murcia, 16 aprile 1937.
- Trasmundo: (El infinito) [1937], in Soplo que va y no vuelve, firmato da Florentina del Mar, Madrid, Alhambra, 1944.
- Un mensaje: (homenaje al inolvidable poeta Antonio Machado [1940].
- El llanto (teatro en tres estancias) [1938], firmato da Florentina del Mar, Fantasía: settimanale della invenzione letteraria, n°20, Madrid, 22 luglio 1945.
- El infinito [1937], Al-Motamid: verso y prosa, núm. 16, Larache, gennaio-marzo del 1949.
- Prólogo: (óleo) [1946], Correo literario: Arte y Letras hispanoamericanas, año 1, n°5, Madrid, 1 agosto 1955.
- Tras de la perdida gente [1937], Postdata: revista de Arte, Letras y Pensamiento, n°1, Murcia, novembre 1986.
- Teatro inútil (I) [1971], en Narradores murcianos, sel. y pról. de Ramón Jiménez Madrid, Murcia, Editora Regional, 1986, vol. II. (Textos de alcance).
- El mundo de Carmen Conde: saber es amar, Madrid, 1986.
- El arrebatado: (ensueño) [1937], Barcarola: rivista di creazione letteraria, n°28, Albacete, 28 luglio 1988.
- Tren de vuelta [1968], con anot. de Antonio Morales, Murcia, Escuela Superior de Arte Dramático y Danza, 1989.
- Nada más que Caín [1960], introd. Antonio Morales, Murcia, Universidad, 1995 (Antología teatral española).

### Racconti
- Doña Centenito, gata salvaje: Libro de su vida (Cuaderno primero), firmato da Florentina del Mar, Madrid, Alhambra, 1943.
- Los enredos de Chismecita: (Cuaderno primero), firmato da Florentina del Mar, Madrid, Alhambra, 1943.
- Chismecita y sus enredos: (Cuaderno segundo), firmato da Florentina del Mar, Madrid, Alhambra, 1944.
- Centenito la gattina del bosco, trad. dallo spagnolo di Carla Brunetti, Milán, Fratelli Fabbri, 1954 (Biblioteche dei fanciulli).
- Viejo venís y florido--!, firmato da Florentina del Mar, portada e il., Urruela Salazar, Alicante, Caja de Ahorros del Sureste de España, 1965 (Publicaciones de la Caja de Ahorros del Sureste de España).
- El caballito y la luna, firmato da Florentina del Mar, il. Marisa Salmeán, suoni: musica e testi di Claudina e Alberto Gambino, Madrid, CVS Audiolibro, 1974 (La ardilla inquieta: audiolibros infantiles y juveniles).
- Cuentos del Romancero, il., Joaquín Castañer, Barcelona, Ediciones 29, 1978.
- Un conejo soñador rompe con la tradición, il., Marisa Salmeán, Madrid, Escuela Española, 1979 (Colección infantil y juvenil).
- Doña Centenito, gata salvaje: el libro de su vida, il., Carlos Torres, Barcelona, Ediciones 29, 1979 (La peonza de papel).
- El mundo empieza fuera del mundo, il., F. Cruz de Castro, Madrid, Escuela Española, 1979 (Colección infantil y juvenil).
- Zoquetín y Martina, il., Carlos Torres, Barcelona, Ediciones 29, 1979 (La peonza de papel).
- Cuentos para niños de buena fe, il., Marisa Salmeán, Madrid, Escuela Española, 1981 (Colección infantil y juvenil).
- Llega un gato, in Cuentos de verdad, il., Asun Balzola, Madrid, Escuela Española, 1981, pp. 7–13 (Colección infantil y juvenil)
- Cuentos del Romancero, il., Joaquín Castañer, Barcelona, Libros Río Nuevo, 1982 (Colección Príncipe).
- Un conejo soñador rompe con la tradición, il., Marisa Salmeán, Madrid, Escuela Española, 2ª ed., 1983 (Colección infantil y juvenil).
- Cuentos para niños de buena fe, il., Marisa Salmeán, Madrid, Escuela Española, 2ª ed., 1984 (Colección infantil y juvenil).
- Centenito, il., Marisol Menéndez, Madrid, Escuela Española, 1987 (Caballo de cartón).
- Cuentos del Romancero, il., Nivio López Vigil, Madrid, Escuela Española, 1987 (Caballo de cartón).
- Madre Ballena y otros cuentos, il. por Enrique Ibáñez Clemente, León, Everest, 1989 (La torre y la flor).
- Cuentos del Romancero, en Carmen Conde: antología infantil y juvenil.

## Premi
- Premio Elisenda de Montcada(1953) con Las oscuras raíces
- Premio Nacional Simón Bolívar de Siena (Italia)(1954)
- Premio Internacional de Poesía Simón Bolívar por Vivientes de los siglos (1957)
- Premio Doncel de Teatro Juvenil (1961) con la obra A la estrella con la cometa.
- Premio Nacional de Poesía (1967)
- Premio Benito Pérez Galdós de Periodismo(1979)
- Premio Adelaida Ristori del Centro Cultural Italiano (1979)
- Premio Ateneo de Sevilla (1980) con la novela Soy la madre.
- Premio Nacional de Literatura Infantil y Juvenil (1987)